# Geschiedenis van Estland
Het gebied van het huidige Estland wordt ongeveer 11.000 jaar door mensen bewoond.
Aan het begin van de 13e eeuw werden de inwoners, toen Tsjoeden genoemd, van Denemarken uit gekerstend. In 1356 werden de Esten door de Duitse Orde van de Zwaardbroeders onderworpen. Sindsdien had Estland een Duitstalige minderheid die het land politiek en economisch tot in de 20ste eeuw domineerde, tot in de 18de eeuw in samenwerking met Denen en Zweden, en daarna met de Russen.

## Prehistorie
Na de laatste ijstijd en het terugtrekken van het landijs bewoonden mensen van de mesolithische Kundacultuur in het 8e millennium v.Chr. als eersten het huidige Estland. Na het 6e millennium v.Chr. ging deze cultuur over in de neolithische Narvacultuur.

## Middeleeuwen en vroege renaissance

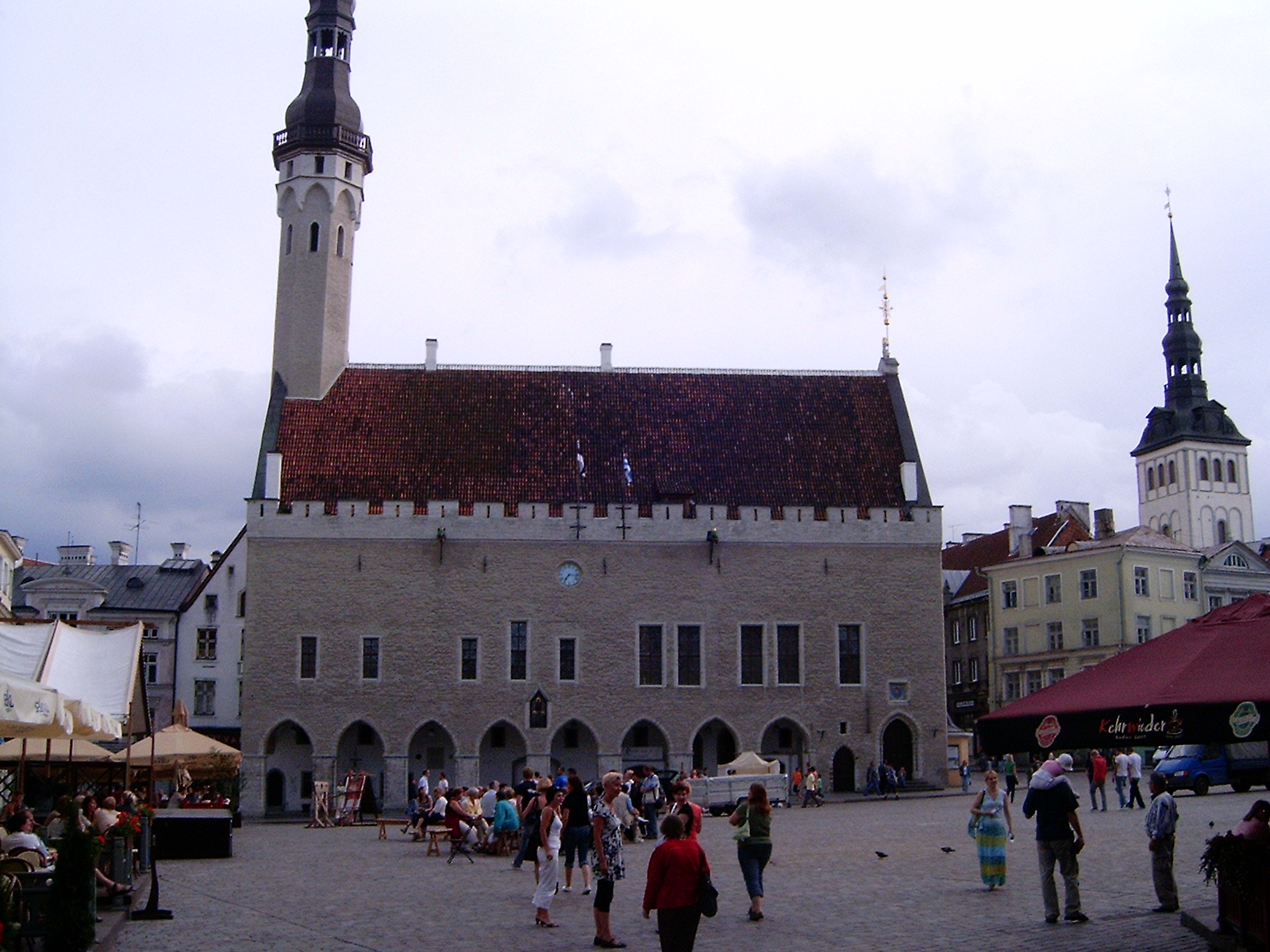
Het middeleeuwse gotische stadhuis van Tallinn

Archeologische vondsten tonen aan dat vanaf de 8e eeuw de kusten van Estland werden aangedaan voor Vikingen. Het ging hier zowel om plundertochten als handelsmissies. Er zijn geen vaste nederzettingen aangetroffen, maar wel fortificaties en handelsposten.
In de middeleeuwen werd Estland gekoloniseerd door de edelen van de Orde van de Zwaardbroeders, afkomstig uit het Duitse Rijk. Zij stichtten in het gebied van het huidige Estland en Letland de Lijflandse Confederatie. Het noorden werd door Denemarken (Deens Estland) en Zweden (Zweeds Estland) bezet. De Denen noemden het land Estland, naar de Aesti, een Baltische stam die volgens de Romeinse geschiedschrijver Tacitus aan het zuidoosten van de Oostzeekust woonde.
De steden Reval (Tallinn), Pernau (Pärnu) Narva en Dorpat (Tartu) werden lid van de Hanze. Deze werden grotendeels door Duitsers bewoond die tot de 17e eeuw een Nederduits dialect spraken. Het platteland bleef overwegend bewoond door Esten die in de 15e en 16e eeuw steeds meer lijfeigenen werden van de Duitse grootgrondbezitters. Rond 1526 ging de Duitse bevolking van Estland en Lijfland over tot het lutheranisme, en in het kielzog daarvan ook de Estse boerenbevolking.
Toen de Lijflandse Confederatie uiteenviel onder de aanvallen van Ivan de Verschrikkelijke (Lijflandse Oorlog) kwam het noorden in 1561 bij het Koninkrijk Zweden als Zweeds Estland. Het zuiden van het huidige Estland werd samen met het noorden van het huidige Letland (Vidzeme en Letgallen) een Pools leen (Hertogdom Lijfland) maar kwam in 1629 met de Vrede van Altmark ook bij Zweden als Zweeds Lijfland. In de 17e en 18e eeuw werd veel handel gedreven met de Republiek der Zeven Verenigde Nederlanden. De export bestond vooral uit graan en hout.

## Russische heerschappij

Russische kerk van Tallinn

Tijdens de Grote Noordse Oorlog werd Estland in 1710 (definitief in 1721 met de Vrede van Nystad) Russisch onder Peter de Grote. Het werd deel van de drie Baltische gouvernementen (Gouvernement Estland, het eiland Ösel (Saaremaa) en het noorden van Gouvernement Lijfland). Door de oorlog en daaropvolgende pestepidemie werd de bevolking gedecimeerd; een deel werd gedeporteerd naar Rusland, waaronder de burgerij van de stad Dorpat, tegenwoordig Tartu genaamd. Peter de Grote liet de Baltisch-Duitse adel trouw aan zich zweren. De Tsaar kon zo ook gebruikmaken van de Duitse vakkundigheid om het bestuur van het Russische rijk te moderniseren. Beroemde admiraals van de Russische vloot als Adam Johann von Krusenstern en Fabian Gottlieb von Bellingshausen stamden uit Estland. De Baltische provincies werden bestuurd door de Ritterschaften, de vertegenwoordiging van de Duits-Baltische adel. Zij hadden hun eigen wetgeving en interne autonomie binnen het Russische rijk.
In de 18e eeuw verslechterde de positie van de Estse lijfeigenen dramatisch. Onder het Russisch Keizerrijk genoten de Esten veel minder vrijheden dan eerder onder de Zweden. Door de lange vrede binnen het Russische rijk kon de bevolking demografisch de verliezen van de Noordse Oorlog en de daaropvolgende epidemieën weer compenseren. De landgoederen van de Baltisch-Duitse adel kwamen in de 18e en 19e eeuw weer tot grote bloei. De nabijgelegen snelgroeiende stad St. Petersburg werd een winstgevende afzetmarkt voor agrarische producten en sterke drank die in de talrijke stokerijen geproduceerd werd.
Kritiek op het systeem van lijfeigenschap nam aan het begin van de 19e eeuw toe. Het lijfeigenschap werd in Noord-Estland (Gouvernement Estland) in 1816 en in Zuid-Estland (Gouvernement Lijfland) in 1819 afgeschaft. Maar daarmee werd de positie van de Estse boeren nauwelijks verbeterd, want alle grond bleef in handen van de Duitse adel en de boeren bleven verplicht tot dienstbaarheid. Pas rond 1850 werd het mogelijk gemaakt om land aan boeren te verkopen, een regeling waarvan vele Estse boeren in de tweede helft van de 19e eeuw gebruik hebben gemaakt. In de tweede helft van de 19e eeuw begon er naast de Baltisch-Duitstalige burgerij ook een Estse middenklasse te ontstaan en werd er meer aan het volksonderwijs gedaan.
De tsaren vanaf Alexander III (1881-1894) volgden een politiek van Russificatie. Onderwijs mocht voortaan alleen in het Russisch gegeven worden. Dit beperkte de culturele macht van de Duitstalige burgerij en adel en leidde tot een groeiend zelfbewustzijn en nationalisme onder de Esten. Een centrale rol in deze ontwikkeling van een eigen identiteit speelde de universiteit van Tartu (Dorpat) waar de eerste generatie Estse intellectuelen studeerde. Deze universiteit was vanaf haar oprichting Duitstalig geweest, maar moest nu in het Russisch doceren en dat gaf ook ruimte voor het Estisch, in ieder geval voor de nationale identiteitsontwikkeling. In 1869 werd in Tartu het eerste Estse Zang- en dansfestival georganiseerd dat weldra tot een krachtig symbool voor de eigen nationale identiteit zou uitgroeien.
Baltische Duitsers speelden een grote rol bij de industrialisering van Estland, de handel en de aanleg van de spoorwegen. Veel Esten trokken naar de steden op zoek naar werk. De grotere steden groeiden snel en aan het einde van de 19e eeuw ontstond er ook een zelfbewuste Estse burgerij.
De revolutie van 1905 bracht grote sociale spanningen in de Baltische provincies aan het licht. Landhuizen van de adel werd afgebrand en het Tsaristisch bewind bood concessies aan: er werd een 'Doema' ingesteld waarin ook gekozen Estse politici ervaring opdeden met de parlementaire democratie. Onderwijs in de moedertaal werd nu naast het Russisch toegestaan. In 1910 ging het stadsbestuur van Tallinn over in Estse handen na taai verzet van de Baltisch-Duitse bovenlaag. In 1913 werd het Estonia-theater in Tallinn geopend, een nationaal symbool dat met donaties van de Estse bevolking werd gebouwd.

## Onafhankelijkheidsstrijd 1918-1920
Tijdens de Eerste Wereldoorlog werd het territorium van Estland tot 1918 gespaard van oorlogsgeweld. Estse politici reageerden in februari snel op het bericht dat de Tsaar was afgezet en in Petrograd een voorlopige regering was gevormd onder de sociaaldemocraat Kerenski. In maart 1918 werd door leidende Estse politici een wetsontwerp bij de Russische voorlopige regering ingediend die zelfbestuur voor Estland regelde. Het Estse autonomiestreven werd kracht bijgezet door een grote demonstratie van Esten in Petrograd. De Russische regering stemde na enige aarzeling toe. In Estland werd de Maapäev (Landdag) gekozen. Na de machtsgreep van de Bolsjewieken werd de Maapäev in november 1917 aan de kant geschoven.
In februari 1918 rukte het Duitse leger op in Estland. Net vóór de komst van de Duitsers, op 24 februari 1918, werd in opdracht van de haastig bijeengeroepen Maapäev door het driemanschap K. Päts, J. Vilms en K. Konik, de onafhankelijke republiek Estland uitgeroepen. Vooralsnog was dit slechts een papieren besluit; de Estse leiding werd door de Duitse bezettingsmacht geïnterneerd. De Sovjets hadden bij de vrede van Brest-Litovsk afstand gedaan van de Baltische provincies, en de Duitsers hadden vergaande plannen gereed liggen om de Baltische provincies samen te voegen tot een 'Baltisch Hertogdom' dat nauw aan het Duitse Rijk gebonden zou worden en bestuurd door de Baltisch-Duitse adel. Van deze plannen kwam niets terecht door de Duitse capitulatie. De daadwerkelijke onafhankelijkheid werd tussen november 1918 en 1920 bevochten. De voorlopige Estse regering nam de leiding over en werd door de westerse geallieerden als de-factoregering erkend. In december rukten Bolsjewistische eenheden onder bevel van Lenin en Trotski het Balticum binnen en stonden met Kerstmis op 35 km van Tallinn. Een inderhaast opgericht Ests vrijwilligersleger onder leiding van generaal Johan Laidoner probeerde wanhopig de Bolsjewieken tegen te houden. De zeer gemotiveerde maar slecht bewapende Esten kregen hulp van Finse en Baltisch-Duitse vrijwilligers en bewerkten rond de jaarwisseling een miraculeuze ommekeer. In februari 1919 werd het gehele territorium van Estland bevrijd en werden de Bolsjewieken eveneens uit Noord-Letland verdreven. Op 24 juni 1919 kwam het bij het Letse stadje Cēsis tot een grote veldslag met de Baltische Landeswehr, een vrijkorps dat de Duitse hegemonie in het Balticum wilde herstellen. Het Estse leger wist samen met Letse eenheden deze slag te winnen, en dit betekende het einde van 700 jaar Duitse overheersing in het Balticum. De Estse regering had ook problemen met een anticommunistisch Russisch leger van generaal Nikolaj Joedenitsj, dat vanuit Estland probeerde Petrograd te veroveren, maar de Estse onafhankelijkheid niet wilde erkennen. Dit leger werd door de Bolsjewieken verslagen. Na enkele mislukte pogingen van de Bolsjewieken om Estland opnieuw binnen te vallen, was Lenin bereid om vrede te sluiten.
Met de Vrede van Tartu in februari 1920 erkende de Sovjet-Unie formeel de onafhankelijkheid van Estland en deed "voor eeuwig" afstand van alle soevereine rechten. Begin 1921 werd Estland de jure door de internationale gemeenschap als onafhankelijke staat erkend en in september van dat jaar opgenomen als lid van de Volkenbond.

## Onafhankelijke republiek
In april 1919 werd een constituante gekozen onder leiding van August Rei die zich moest buigen over een nieuwe grondwet. De nieuwe democratische grondwet werd eind 1920 van kracht, tegelijkertijd met het installeren van een Ests parlement de Riigikogu. In de nieuwe grondwet kwamen veel bevoegdheden bij het parlement te liggen, minder bij de regering, wat op den duur politieke instabiliteit in de hand werkte. Het staatshoofd Riigivanem had nauwelijks politieke macht.

### Economie
Reeds in 1919 werden de nijpende sociaal-economische verhoudingen aangepakt door een grote landhervorming door te voeren. Het grootgrondbezit dat op dat moment nog 58 procent van de grond in Estland omvatte, werd voor 95 procent geconfisqueerd door de overheid. De grotendeels Baltisch-Duitse adellijke families kregen hier slechts een geringe vergoeding voor, wat velen van hen deed besluiten naar Duitsland te vertrekken. De meeste adellijke landhuizen kregen openbare bestemmingen. De genationaliseerde grond werd verdeeld onder de landloze boeren, die percelen toegewezen kregen die groot genoeg waren (30-50 hectare) om een familiebedrijf te stichten. De agrarische hervorming was mede bedoeld als een maatregel om de zeer ongelijke sociale verhoudingen van voor de Eerste Wereldoorlog te corrigeren en om mogelijke communistische sympathieën de wind uit de zeilen te nemen. De hervorming was een economisch succes: in de jaren twintig overtrof de landbouwproductie het vooroorlogs niveau en werd Estland een grootexporteur van voedingsproducten naar West-Europa.
Door het verlies van het grote Russische achterland kwamen de grote scheepswerven van Tallinn tot stilstand. De overheid stimuleerde de ontwikkeling van de industrie en het kleinbedrijf, maar meer dan de helft van de beroepsbevolking bleef in de landbouwsector werkzaam. In 1928 werd tot een geldhervorming besloten. De door inflatie verzwakte Estse marka werd door de Estische kroon vervangen die een gouddekking kreeg en het financiële systeem stabiliseerde.

### Minderheden
In 1938 vormden de Esten 88,2 procent van de bevolking. Tot de minderheden behoorden de Russen, die als boeren in het Oosten van het land waren geconcentreerd; de Estland-Zweden die als vissers en boeren op de eilanden leefden en de Baltische Duitsers en de Joden die grotendeels in de steden woonden. De Baltische Duitsers waren een groot deel van hun politieke en economische dominantie kwijtgeraakt, maar konden zich nog steeds goed handhaven in de handel, industrie en in de vrije beroepen. In 1925 nam het Estse parlement een wet aan op de culturele autonomie voor de nationale minderheden. Deze wet gold als de meest liberale regeling in zijn soort in Europa. Alle minderhedengemeenschappen bestaande uit 3000 personen of meer konden aanspraak maken op hun eigen culturele en onderwijsinstellingen in de moedertaal die zichzelf konden financieren. Vooral de Duitsers en de Joden maakten gebruik van deze regeling.

### Onderwijs en cultuur
In de periode van de eerste onafhankelijkheid werd het onderwijs in de Estse taal verder uitgebouwd; er heerste onderwijsplicht en overal werden scholen gebouwd. De Universiteit van Tartu werd in 1919 heropend als een grotendeels Eststalige universiteit, waardoor de Estse taal nu ook een taal van de wetenschap werd. Op het gebied van de beeldende kunst bloeide Estland eveneens. In Tartu werd de kunstopleiding Pallas 'gesticht die leidend werd voor de ontwikkeling van de avant-gardekunst in Estland. Qua bouwkunst oriënteerde Estland zich op Duitsland en de Scandinavische landen.

### Autoritaire periode
In 1930 werd Estland zwaar getroffen door de economische wereldcrisis. Het land had moeite om te exporteren en al spoedig ontstond er grote werkloosheid. Tegelijkertijd maakte het democratisch bestel een crisis door, mede door een geschiedenis van onstabiele regeringen. De Vapsid, een nieuwe liga van oorlogsveteranen kreeg politieke ambities en promootte de omvorming van het land tot een sterke staat naar voorbeeld van het Italiaanse fascisme. Per referendum werd in 1933 een nieuwe grondwet goedgekeurd die veel bevoegdheden gaf aan de president, een functie die de riigivanem moest vervangen. Toen het ernaar uitzag dat bij de volgende verkiezingen de Vapsid de macht zouden overnemen, maakte de zittende riigivanem Konstantin Päts van zijn nieuwe bevoegdheden gebruik om op 2 maart 1934 de noodtoestand uit te roepen en de partij van de Vapsid te verbieden. Het parlement werd met vervroegd reces gestuurd. Päts regeerde per decreet autoritair verder. In 1938 werden voorzichtige stappen naar meer democratie gezet door een nieuwe, wat meer gebalanceerde grondwet aan te laten nemen en een tweekamerparlement te laten kiezen. Andere kandidaten dan Päts' Isamaaliit (Vaderlandspartij) werden nog niet toegelaten. Oproepen van de liberale oppositieleider Jaan Tõnisson om de democratie te herstellen bleven zonder resultaat. Er was een vorm van censuur op de politieke berichtgeving. Anderzijds onthield Päts zich van gewelddadige excessen en bleef het rechtssysteem in grote mate onafhankelijk. Daarbij kwam dat vanaf 1936 de Estse economie weer duidelijk aantrok en het land een levensstandaard bereikte die te vergelijken was met het toenmalige Finland en Scandinavië.

## Bezetting door de Sovjet-Unie en nazi-Duitsland

### Eerste Sovjetbezetting

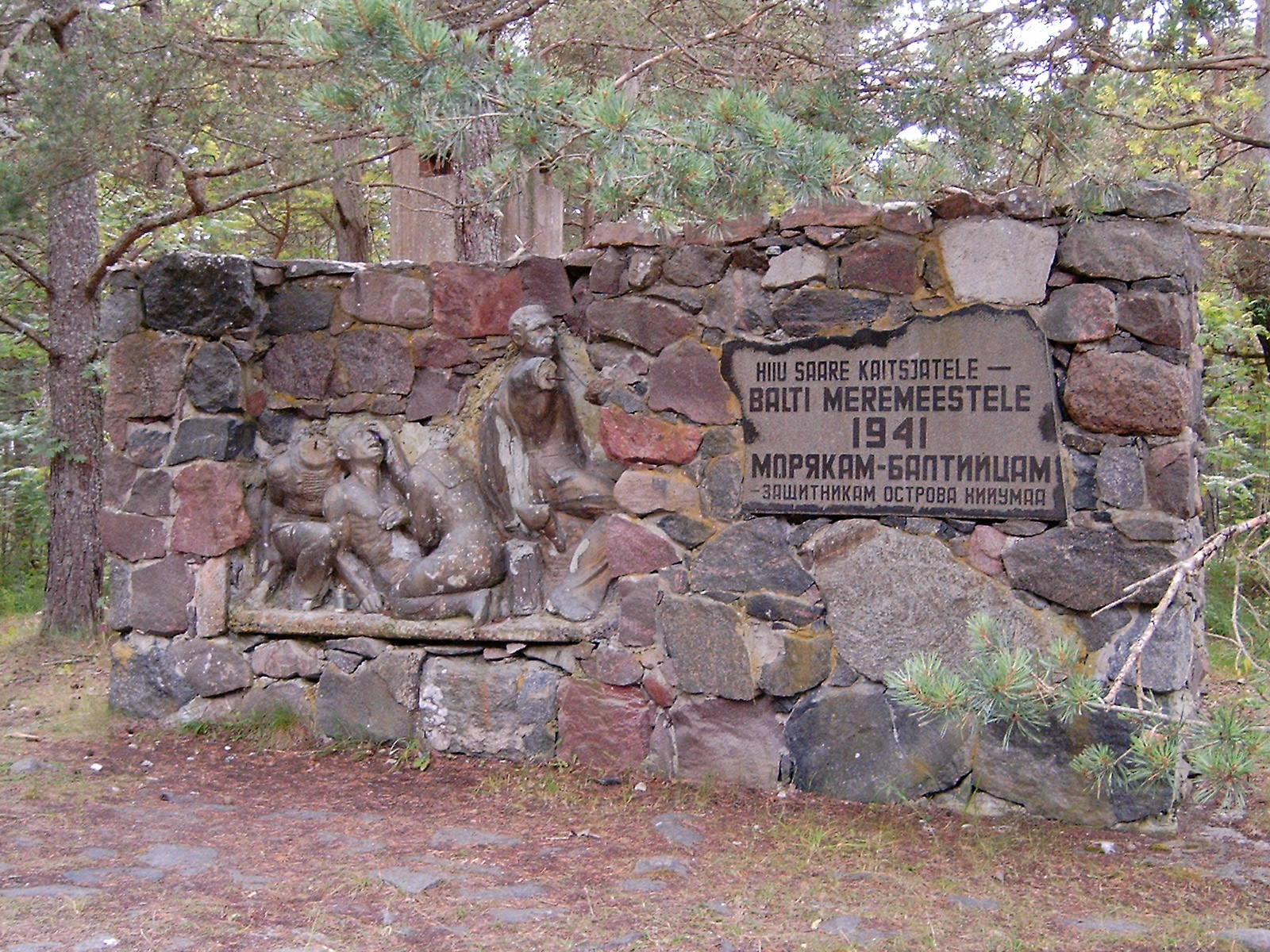
Monument voor gevallen Russische matrozen tijdens de Tweede Wereldoorlog op het eiland Hiiumaa, Estland

Op 23 augustus 1939 sloten nazi-Duitsland en de Sovjet-Unie het Molotov-Ribbentroppact, waarin de invloedssferen van Duitsland en de Sovjet-Unie werden uitonderhandeld. Finland, Estland en Letland vielen onder de Sovjet-invloedssfeer; Litouwen aanvankelijk onder de Duitse, maar werd kort daarna naar de Sovjet-invloedssfeer overgeheveld. Als resultaat daarvan werden de Baltische landen onder zware druk gezet om militaire bases op hun grondgebied toe te staan. In totaal werden 25.000 Sovjetmilitairen in het land gestationeerd. De Estse regering probeerde onder deze omstandigheden zo zorgvuldig mogelijk buiten ieder conflict te blijven. Een onheilspellend teken was de repatriëring genoemde uitwijzing van de 16.000 personen tellende Baltisch-Duitse minderheid. Velen van hen voelden zich gedwongen om hun geboorteland te verlaten omdat het Sovjetregime hen zou gaan onteigenen. In het Molotov-Ribbentroppact werd hun "Aussiedlung" geregeld en daarna werden zij door het naziregime gehuisvest in de pas veroverde Poolse provincie Posen, waaruit zij in 1945 opnieuw moesten vluchten.
In juni beschuldigde Moskou de Baltische landen een 'tegen de Sovjet-Unie gerichte alliantie te vormen'. Op 16 juni 1940 kreeg Estland een ultimatum om onmiddellijk een 'Sovjetvriendelijke' regering te vormen en onbeperkt Sovjettroepen in het land toe te laten. De Estse regering koos ervoor geen verzet te bieden om een bloedbad te voorkomen. Een dag later werd Estland, samen met Letland en Litouwen bezet. Sovjetagitatoren werden in het land gebracht om de indruk te wekken dat er een 'spontane revolutie' aan de gang was. Moskou stuurde de commissaris A. Zjdanov naar Tallinn om toe te zien op de vorming van een nieuwe regering. In juli werden schijnverkiezingen georganiseerd waaraan alleen door Moskou uitgezochte kandidaten mochten meedoen. Volgens de 'uitslag' zou meer dan 90 procent hebben gestemd op het 'Platform van de Werkende Klasse'. Het nieuwe parlement verklaarde Estland meteen tot 'Socialistische Sovjetrepubliek'. President Päts en de leden van zijn oude regering werden naar Siberië gedeporteerd. Begin augustus werden Estland, Letland en Litouwen bij de Sovjet-Unie ingelijfd. De meeste westerse landen erkenden de Sovjetannexatie niet. Op grond daarvan bleven de Estse ambassade in Londen en het consulaat in New York in de 50 jaren daarna door functioneren. Daarna werd in hoog tempo de economie genationaliseerd en het onderwijs en maatschappelijk leven volgens de stalinistische ideologie gelijkgeschakeld. De Sovjet-Unie vestigde al snel een terreurregime en arresteerde in het eerste jaar van de bezetting 8.000 mensen, waaronder de politieke en militaire top van het land. 2.200 van hen werden geëxecuteerd en de meeste anderen werden in de Sovjet-Unie gevangengezet. Weinigen keerden terug. Op 14 juni 1941 vonden gelijktijdig massadeportaties plaats in de drie Baltische republieken; vanuit Estland werden 10.000 burgers naar Siberië en andere uithoeken van de Sovjet-Unie gedeporteerd.

### Duitse bezetting
Op 22 juni 1941 viel nazi-Duitsland de Sovjet-Unie binnen en rukte aanvankelijk snel op. De Wehrmacht bereikte begin juli Zuid-Estland en bezette Tallinn in augustus. Tijdens de Duitse invasie werden 32.000 Estse mannen meegevoerd en gedwongen in 'arbeidsbataljons' in de Sovjet-Unie te werken. Van hen kwam in het eerste jaar 40% om het leven door de ontberingen. Vanaf 1944 werden zij aan de frontlinie in Estland ingezet.
De Duitsers werden door de Esten aanvankelijk als bevrijders van het Stalinistische terreurregime begroet. Zij werden al snel teleurgesteld: De nazi's dachten er niet over om de onafhankelijkheid of zelfs de autonomie van Estland te herstellen. Het land viel onder het Reichskommissariat Ostland. De Duitse bezetting bracht nauwelijks verlichting voor de Esten: zij kregen hun onafhankelijkheid niet terug en de kleine Joodse gemeenschap (waarvan driekwart naar de Sovjet-Unie wist te ontkomen) werd voor het eind van 1941, overigens met medewerking van Estlandse politie, vrijwel volledig vermoord door SS-Einsatzgruppen.
Het land werd gedwongen georiënteerd op de Duitse oorlogseconomie. Na de slag om Stalingrad kregen de Duitsers dringend behoefte aan nieuwe rekruten. Daartoe werden 'vrijwillige SS-legioenen' opgericht voor niet-Duitsers. In Estland was de animo om vrijwillig voor de Duitsers te vechten niet erg groot; daarom werd de dienstplicht ingevoerd. Naast degenen die vrijwillig toetraden tot Estlandse Waffen-SS formaties probeerden Estse rekruten naar Finland te vluchten om dienst te nemen in het Finse leger, dat overigens ook aan Duitse zijde vocht. Toen het Rode leger begin 1944 opnieuw aan de Estse oostgrens stond, was de motivatie van de rekruten veel groter om tegen het Sovjetleger te vechten.

### Tweede Sovjetbezetting

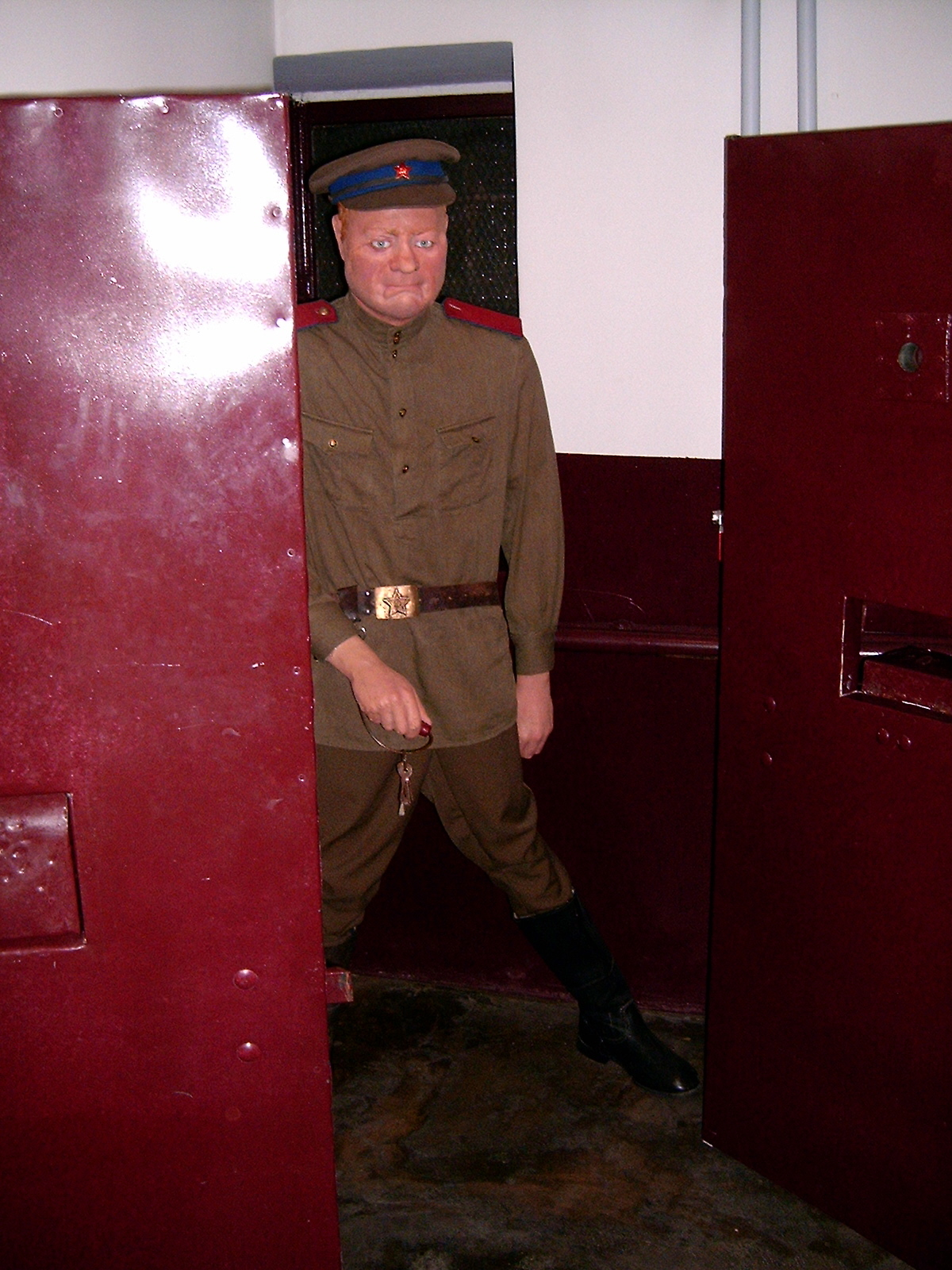
KGB-cellen in het 'grijze huis' in Tartu, Estland

In de herfst van 1944 werd Estland wederom door de Sovjet-Unie bezet. De gevechtshandelingen eisten een hoge tol. Narva werd tussen februari en augustus 1944 vrijwel met de grond gelijkgemaakt. In Tallinn vielen op 9 maart 1944 bij een bombardement door de Sovjetluchtmacht 600 doden. Een deel van de stad werd vernield. Van de Estse bevolking vluchtten 80.000 mensen naar het westen. De politieke zuiveringen brachten velen meer in Sovjet-kampen (Goelag-Archipel), waaruit zij pas in de loop van de jaren vijftig terug konden keren, voor zover zij nog in leven waren. De Zweedse minderheid op de eilanden werd door Zweden geëvacueerd. Estland werd opnieuw als Estse SSR in de Sovjet-Unie opgenomen. Tijdens de bezetting door de Sovjet-Unie werd de oostgrens van Estland gewijzigd ten gunste van Rusland. Estland raakte de gebieden rond Ivangorod (Jaanilinn) en Petsjory (Petseri) kwijt.
In de jaren direct na de oorlog werd een guerrilla gevoerd door de Metsavennad (Woudbroeders). Dit kostte 30-35.000 mensen het leven. In maart 1949 werden nog ongeveer 20.000 Esten naar Siberië gedeporteerd. Overlevenden van de Goelag konden pas na 1956 naar Estland terugkeren.
Onder de Sovjets werd een stringente politiek van russificatie gevoerd. Ten tijde van Stalin vestigden honderdduizenden immigranten zich in het land, als gepensioneerd militair, partijfunctionaris of als werkkracht in de nieuw opgezette industrie. Na de dood van Stalin werd de immigratie naar Estland in minder hoog tempo doorgevoerd. Het grootste deel van de Sovjetmigranten vestigde zich in Tallinn en in het industriële noordoosten van het land, waar de Esten een minderheid in eigen land werden. Vormden de Esten voor de Tweede Wereldoorlog 92 procent van de bevolking binnen de naoorlogse grenzen, in 1989 was hun aandeel gedaald tot 61,5 procent. Het Eststalige onderwijs bleef gehandhaafd, al werd er veel meer aandacht aan de Russische taal gegeven. Op Russischtalige scholen speelde de Estse taal daarentegen nauwelijks een rol.
Door de nabijheid van Finland en de bekendheid met de Finse taal was de bevolking van Estland niet buiten het bereik van informatiebronnen buiten het Oostblok. Geholpen door de verwantschap van de Finse en de Estse taal en het feit dat de Finse Golf slechts 80 km breed is, werd door Esten regelmatig afgestemd op Finse radio- en tv-zenders.
Vanaf de jaren zestig begon de levensstandaard in Sovjet-Estland geleidelijk aan te stijgen. Er werd veel geïnvesteerd in woningbouw en infrastructuur. In tegenstelling tot veel andere regio's in de Sovjet-Unie werden de winkels in Estland relatief goed gevuld met levensmiddelen en andere consumptiegoederen. Estland had om die reden de naam de welvarendste Sovjetrepubliek te zijn, en dat droeg bij aan nieuwe immigratie.
In 1980 werd in Tallinn de zeilregatta gehouden in het kader van de Olympische Spelen in Moskou. Daarvoor werden ineens ruime financiële middelen ter beschikking gesteld om de stad een flinke facelift te geven. De stad werd een populaire bestemming voor buitenlandse toeristen, meestal Finnen.
Aan het begin van de jaren tachtig werden de ideologische teugels aangehaald. Moskou benoemde een conservatieve partijleider die zeer weinig voeling had met de nationale cultuur. De Estse taal kwam in de media en in het onderwijs steeds meer onder druk te staan ten gunste van het Russisch. Een nieuwe immigratiegolf vond plaats door de aanleg van een diepzeehaven bij Tallinn. De Esten verloren hun meerderheid in Tallinn. Ook was er grote onvrede over de toenemende milieuvervuiling. Deze onvrede kwam aan de oppervlakte tijdens de glasnost (openheid) en perestroika (hervorming) die door Sovjetleider Michail Gorbatsjov was ingezet. Onder druk van de publieke opinie werd een meer vooruitstrevende partijleider, Vaino Väljas, in Estland benoemd die met hervormingsgezinde communisten streefde naar meer soevereiniteit voor Estland binnen de Sovjet-Unie. In 1988 werd de burgerbeweging Volksfront opgericht die naar autonomie streefde en na 1989 op onafhankelijkheid aanstuurde. Deze tijd van grote politieke massademonstraties en muzikale optredens werd 'de zingende revolutie' genoemd.

## Tweede onafhankelijkheid
In 1990 streefde Estland opnieuw naar onafhankelijkheid, net als Litouwen en Letland. De drijvende kracht achter dit streven was de beweging Rahvarinne, het Volksfront voor Estland. De spectaculairste manifestatie van het verlangen naar onafhankelijkheid was de Baltische Weg, een ononderbroken menselijke keten van ongeveer twee miljoen mensen van Tallinn via de Letse hoofdstad Riga naar de Litouwse hoofdstad Vilnius. Daarmee eisten de Esten, Letten en Litouwers onafhankelijkheid en protesteerden ze tegen het Molotov-Ribbentroppact, dat op die dag vijftig jaar geleden werd afgesloten. In mei 1990 nam de eerste vrijgekozen 'Opperste Sovjet van Estland' een verklaring aan waarbij een overgangstijd werd aangekondigd tot het volledig herstel van de onafhankelijkheid. Moskou en een deel van de Russische minderheid verzette zich tegen het onafhankelijkheidsstreven, maar de Estse autoriteiten slaagden er stapje voor stapje in steeds meer bevoegdheden onder hun controle te brengen. De Estische onafhankelijkheidsstrijd verliep zonder bloedvergieten, al opereerden de Estse autoriteiten met grote omzichtigheid met het oog op het Sovjetleger en de grote Russische minderheid. Op 20 augustus 1991, tijdens de augustusstaatsgreep in Moskou, nam Estland een resolutie aan die de volledige onafhankelijkheid herstelde. Premier Savisaar kon op het nippertje een gewapend ingrijpen van het Sovjetleger voorkomen. Direct na het mislukken van de augustuscoup erkenden vele landen, de Russische Federatie voorop, de onafhankelijkheid van de Baltische landen. Op 17 september 1991 werden Estland, Letland en Litouwen tot de Verenigde Naties toegelaten.
Estland kreeg een aantal moeilijke jaren voor de boeg toen in 1991 en 1992 de economie dramatisch verslechterde. In de winter van 1991-1992 was er sprake van een acute energiecrisis. In juni 1992 werd de Estse kroon als munteenheid ingevoerd om het financiële systeem van het land te stabiliseren. De kroon werd daartoe aan de Duitse mark gekoppeld. In de zomer van 1992 werd tevens per referendum een nieuwe grondwet aangenomen en nieuwe parlementsverkiezingen voor de Riigikogu uitgeschreven. Een centrumrechtse coalitie onder leiding van premier Mart Laar kwam aan de macht die Estland op het pad bracht van radicale economische hervormingen, de zogenaamde 'shocktherapie'. Een groot aantal staatsondernemingen werd geprivatiseerd aan buitenlandse investeerders. De ingezette liberale koers werd door opeenvolgende regeringen voortgezet. Vanaf 1994 begon de economie weer tekenen van herstel te vertonen, een herstel dat zich aan het begin van de 21e eeuw in versneld tempo zou voortzetten.
Na moeizame onderhandelingen verlieten de laatste Russische militairen Estland op 31 augustus 1994.
Op 29 maart 2004 werd Estland lid van de NAVO en op 1 mei van hetzelfde jaar werd het lid van de Europese Unie. Later trad ze toe tot de Verdragen van Schengen (2007), de OESO (2010) en werd de Estische kroon ingeruild voor de euro (2011).